# Rivière au Bouleau
Pour les articles homonymes, voir Bouleau (homonymie).
La rivière au Bouleau est un affluent de la rive nord du fleuve Saint-Laurent, dans la région administrative de la Côte-Nord, dans la province de Québec (Canada). Le cours de la rivière traverse les municipalités régionales de comté suivantes :
- MRC Sept-Rivières : dans le territoire non organisé de Rivière-Nipissis ;
- MRC Minganie : dans la municipalité de Rivière-au-Tonnerre.

## Géographie
Le cours inférieur de la rivière au Bouleau descend vers le sud-est, entre la rivière Pigou (situé du côté ouest) et la rivière du Sault Plat (situé du côté est). Le cours supérieur descend vers le sud-est, entre la rivière Nipissis (située à l'ouest) et la rivière Manitou (située à l'est).
Le lac Bigot (longueur: 4,4 km; altitude: 646 m), dans le territoire non organisé de Rivière-Nipissis est le principal plan d'eau de la rivière. Ce lac est surtout alimenté par la décharge d'un ensemble de lacs dont le lac Anamoutche (venant du sud), deux décharges (venant chacune de l'ouest) d'un petit lac chacun, la décharge (venant du nord) d'un ensemble de lacs et la décharge (venant de l'est) d'un ensemble de lacs.
L'embouchure du lac Bigot est située au sud du lac, soit à :
- 112 km au sud de la limite entre le Labrador et le Québec ;
- 7,5 km au nord-est d'une baie du lac Nipisso ;
- 59,4 km au nord-ouest de l'embouchure de la rivière au Bouleau ;
- 83,3 km au nord-est du centre-ville de Sept-Îles.

À partir d'un petit lac non identifié la rivière coule sur 87 km, avec une dénivellation de 792 m, selon les segments suivants :

### Cours supérieur de la rivière au Bouleau  (segment d'environ63km)
- 17,0 km vers le sud ;
- 16,0 km vers le sud-est dans une vallée de plus en plus encaissée, jusqu'à un ruisseau (venant du nord) ;
- 15,5 km vers le sud-est dans une vallée encaissée, jusqu'à la confluence de la rivière Chiskal (venant du nord-ouest) ;
- 14,5 km d'abord vers le sud-est dans une vallée encaissée, jusqu'à un coude de rivière correspondant à la décharge d'un ruisseau (venant du nord); puis vers le sud en recueillant la décharge (venant de l'ouest) d'un lac, jusqu'à la confluence de la Petite rivière au Bouleau (venant du nord-ouest) ;

### Cours inférieur de la rivière au Bouleau  (segment de≈25km)
- 8,0 km vers le sud-est dans une vallée encaissée, recueillant la décharge (venant du nord-est) du lac à Charles, jusqu'à la décharge (venant du nord-ouest) d'un ensemble de lacs;
- 10,0 km d'abord vers le sud-est relativement en ligne droite; puis vers le sud relativement en ligne droite, en recueillant deux décharges (venant de l'est) d'un lac chacun, jusqu'à la décharge (venant de l'ouest) d'un ensemble de lacs dont le lac à Thommy;
- 6,6 km vers le sud-est dans une vallée de plus en plus encaissée, en passant sous le pont de la route 138 en fin de segment, jusqu'à son embouchure. Note: Le dernier segment de 1,9 km avant sa confluence avec le golfe du Saint-Laurent constitue un élargissement de la rivière[3].

La rivière au Bouleau se déverse sur rive nord du golfe du Saint-Laurent au sud-ouest du lieu-dit Le Petit Cormoran. Cette confluence est située à:
- 137 km au sud-ouest du centre du village de Havre-Saint-Pierre;
- 4,9 km au nord-est du centre du village de Rivière-Pigou;
- 61 km au nord-est du centre-ville de Sept-Îles[3].

## Toponymie
Le bouleau est une espèce d'arbre faisant partie de la famille des bétulacées et du genre Betula. Le bouleau pousse généralement dans des zones pauvres et souvent siliceuse. Cet arbre produit une écorce blanche et comporte de petites feuilles. Généralement, son bois est en usage en ébénisterie, en menuiserie et dans la fabrication de la pâte de papier.
Le toponyme « rivière au Bouleau » a été officialisé le 5 décembre 1968 à la Banque des noms de lieux de la Commission de toponymie du Québec.